# Spandelina
Spandelina es un género de foraminífero bentónico de la subfamilia Textulariinae, de la familia Textulariidae, de la superfamilia Textularioidea, del suborden Textulariina y del orden Textulariida. Su especie tipo es Spandelina excavata. Su rango cronoestratigráfico abarca el Pennsylvaniense (Carbonífero superior).

## Clasificación
Spandelina incluye a las siguientes especies:
- Spandelina cavernula †
- Spandelina excavata †
- Spandelina fallax †
- Spandelina fissicostata †
- Spandelina memorabilis †
- Spandelina subtilis †
- Spandelina texana †
- Spandelina thuringica †
- Spandelina triassica †

En Spandelina se ha considerado el siguiente subgénero:
- Spandelina (Spandelinoides), aceptado como género Spandelinoides